# Ossi Blomqvist
Ossian Olavi „Ossi” Blomqvist (ur. 12 maja 1908 w Helsinkach, zm. 3 października 1955 tamże) – fiński łyżwiarz szybki, dwukrotny medalista mistrzostw Europy.

## Kariera
Pierwszy sukces w karierze Ossi Blomqvist osiągnął w 1931 roku, kiedy zdobył srebrny medal podczas mistrzostw Europy w Sztokholmie. Rozdzielił tam na podium swego rodaka, Clasa Thunberga oraz Dolfa van der Scheera z Holandii. W poszczególnych biegach był tam pierwszy na 5000 i 10 000 m, czwarty na 1500 m oraz ósmy na 500 m. Wynik ten powtórzył na rozgrywanych rok później mistrzostwach Europy w Davos, ponownie przegrywając z Thunbergiem, a wyprzedzając bezpośrednio Austriaka Rudolfa Riedla. We wszystkich biegach stawał na podium, zwyciężając w biegu na 10 000 m, zajmując drugie miejsce na 5000 i 1500 m oraz trzecie miejsce na 500 m. W 1932 roku Blomqvist był też między innymi piąty na mistrzostwach świata w wieloboju w Lake Placid, gdzie jego najlepszym wynikiem było czwarte miejsce w biegach na 1500 i 5000 m. W 1928 roku wystartował na igrzyskach olimpijskich w Sankt Moritz, gdzie był dziesiąty na 5000 m, a rywalizacji na dwukrotnie dłuższym dystansie nie ukończył. Na rozgrywanych cztery lata później igrzyskach w Lake Placid w żadnym z biegów nie awansował do finału. Brał także udział w igrzyskach olimpijskich w Garmisch-Partenkirchen w 1936 roku, zajmując między innymi piąte miejsce na 10 000 m, szóste na 5000 m oraz dziewiąte w biegu na 1500 m.
Trzykrotny mistrz Finlandii w wieloboju (1929, 1930, 1936).